# Communauté de communes rurales des Monts de Flandre

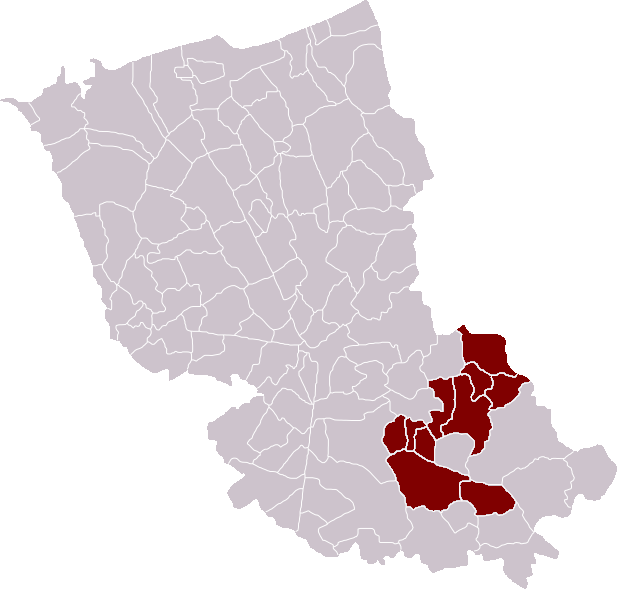

La communauté de communes  rurales des Monts de Flandre  est une ancienne communauté de communes française, située dans le département du Nord et la région Nord-Pas-de-Calais, arrondissement de Dunkerque.

## Composition
La communauté de communes rurales des Monts de Flandre regroupait 10 communes. 
| Code INSEE | Commune           | Maire                | Population  | Superficie | Densité      | Délégués |
| ---------- | ----------------- | -------------------- | ----------- | ---------- | ------------ | -------- |
| 59073      | Berthen           | Patricia Moone       | 517 hab.    | 518 ha     | 99 hab./km²  | nc       |
| 59086      | Boeschepe         | Pierre Bourgeois     | 2012 hab.   | 1359 ha    | 148 hab./km² | nc       |
| 59091      | Borre             | Jean Catteau         | 540 hab.    | 596 ha     | 91 hab./km²  | nc       |
| 59237      | Flêtre            | Marie-Thérèse Ricour | 742hab.     | 898 ha     | 82 hab./km²  | nc       |
| 59180      | Le Doulieu        | Julien Delassus      | 1227 hab.   | 1174 ha    | 105 hab./km² | nc       |
| 59401      | Méteren           | Béatrice Descamps    | 2114 hab.   | 1844 ha    | 114 hab./km² | nc       |
| 59469      | Pradelles         | Laurent Waymel       | 184 hab.    | 327 ha     | 56 hab./km²  | nc       |
| 59535      | Saint-Jans-Cappel | Dominique Hallynck   | 1472 hab.   | 796 ha     | 184 hab./km² | nc       |
| 59582      | Strazeele         | Elisabeth Gressier   | 681 hab.    | 469 ha     | 145 hab./km² | nc       |
| 59615      | Vieux-Berquin     | Jean-Paul Salomé     | 2185 hab.   | 2596 ha    | 84 hab./km²  | nc       |
| Totaux     | 10 communes       | 10 communes          | 11 674 hab. | 10 574 ha  | 110 hab./km² | 40       |

## Historique
Le 1er janvier 2014, l'intercommunalité, la communauté de communes du Pays de Cassel, la communauté de communes du Pays des Géants, la communauté de communes de l'Houtland, la communauté de communes de la Voie romaine et la communauté de communes Monts de Flandre - Plaine de la Lys (hormis Sailly-sur-la-Lys) ainsi que les 3 communes de Blaringhem, Hazebrouck et Wallon-Cappel ne faisant partie d'aucune intercommunalité s'unissent pour former la communauté de communes de Flandre intérieure.

## Présidents
| Période | Période | Identité           | Étiquette | Qualité                    |
| ------- | ------- | ------------------ | --------- | -------------------------- |
| 1994    | 2007    | Béatrice Descamps  | UMP       | Maire de Méteren           |
| 2007    | 2014    | Dominique Hallynck | MoDem     | Maire de Saint-Jans-Cappel |